# Fondaco dei Tedeschi
El Fondaco dei Tedeschi, en veneciano Fontego dei Tedeschi, es un edificio histórico italiano situado a orillas del Gran Canal de Venecia, cerca del puente de Rialto. Fue un Funduq, sede de los comerciantes alemanes en la ciudad.

## Historia
Al igual que el Fondaco dei Turchi, este edificio construido originalmente en la primera mitad del siglo XIII está ligado a las exigencias comerciales de la República de Venecia, que almacenaba las mercancías que recibía procedentes de Núremberg, Judenburg y Augsburgo. Participaban en las operaciones la población alemana vinculada al comercio, la autoridad veneciana y los habitantes de los siete Municipios de la provincia autónoma de Trento.
A finales del siglo XIV el palacio alojó las oficinas de la familia Fúcar, importantes financieros alemanes.
La construcción original fue reconstruida a principios del XVI después de que fuera destruida en un incendio en 1505. 
Giorgio Spavento fue el encargado de dirigir la reconstrucción siguiendo un proyecto de Gerolamo Tedesco. Antonio Abbondi se haría con la dirección de las obras en 1509. Colaboraría también Giorgio Zorzi y su discípulo Tiziano, decorando con frescos, en la fachada principal, los espacios entre las ventanas.
El palacio ha sido propiedad de Correos italianos. En 2008 se cedió al grupo Benetton por un importe de 53 millones de euros, que acometió una obra de recuperación y adaptación funcional como centro comercial encargada al arquitecto holandés Rem Koolhaas, inaugurada en 2016.

## Descripción
El edificio actual, de planta cuadrada, dispone de tres alturas dispuestas en torno a un patio central cubierto por una estructura de vidrio y acero, donde se conserva el pozo primitivo.
En la fachada principal, cinco grandes arcos de medio punto protegen la entrada frente al Gran Canal, donde se descargaban las mercancías. El segundo nivel presenta una serie de monóforas pareadas, individuales en los extremos, que se corresponden en simetría con las ventanas rectangulares de los pisos superiores. 

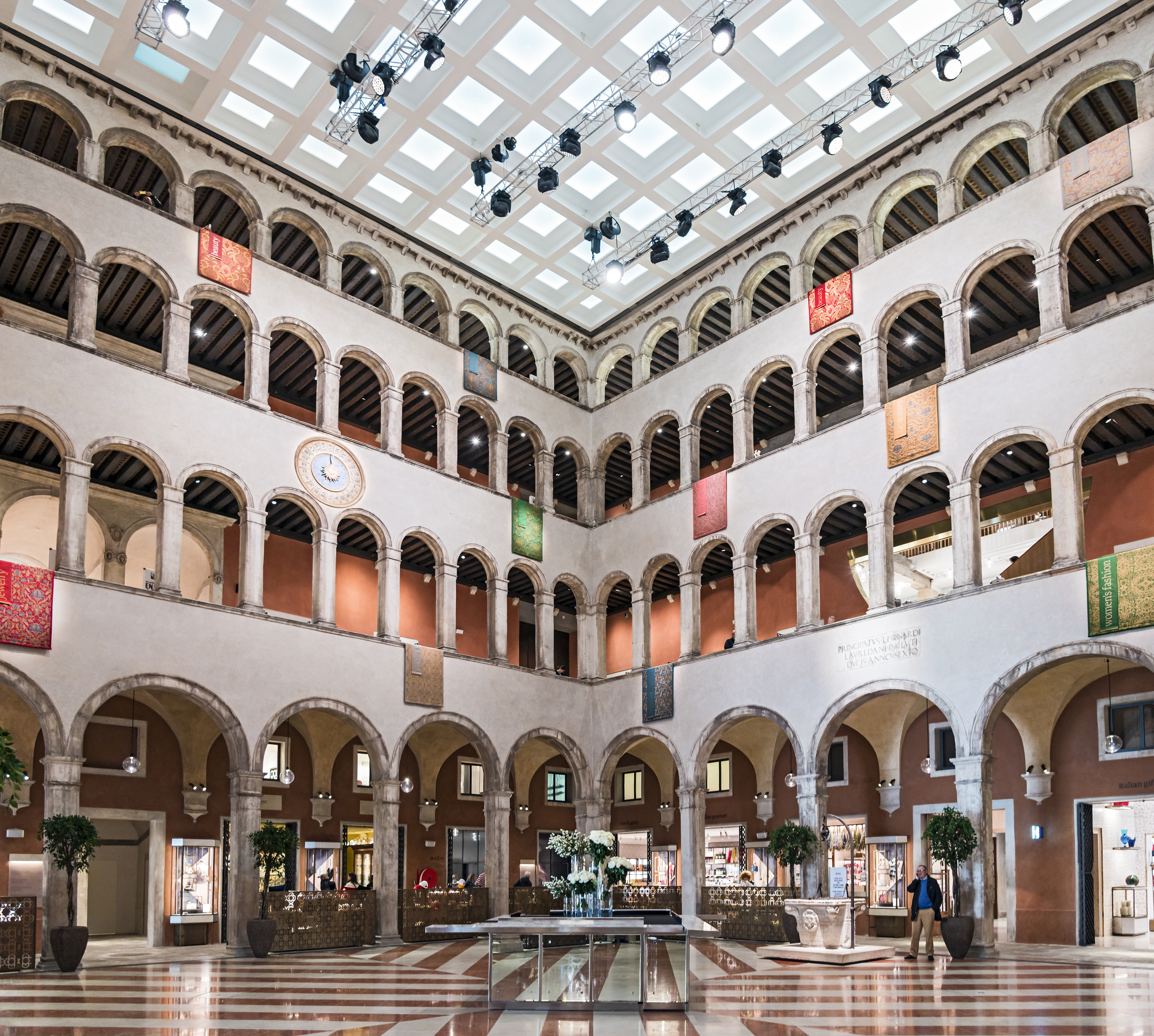
El patio interior
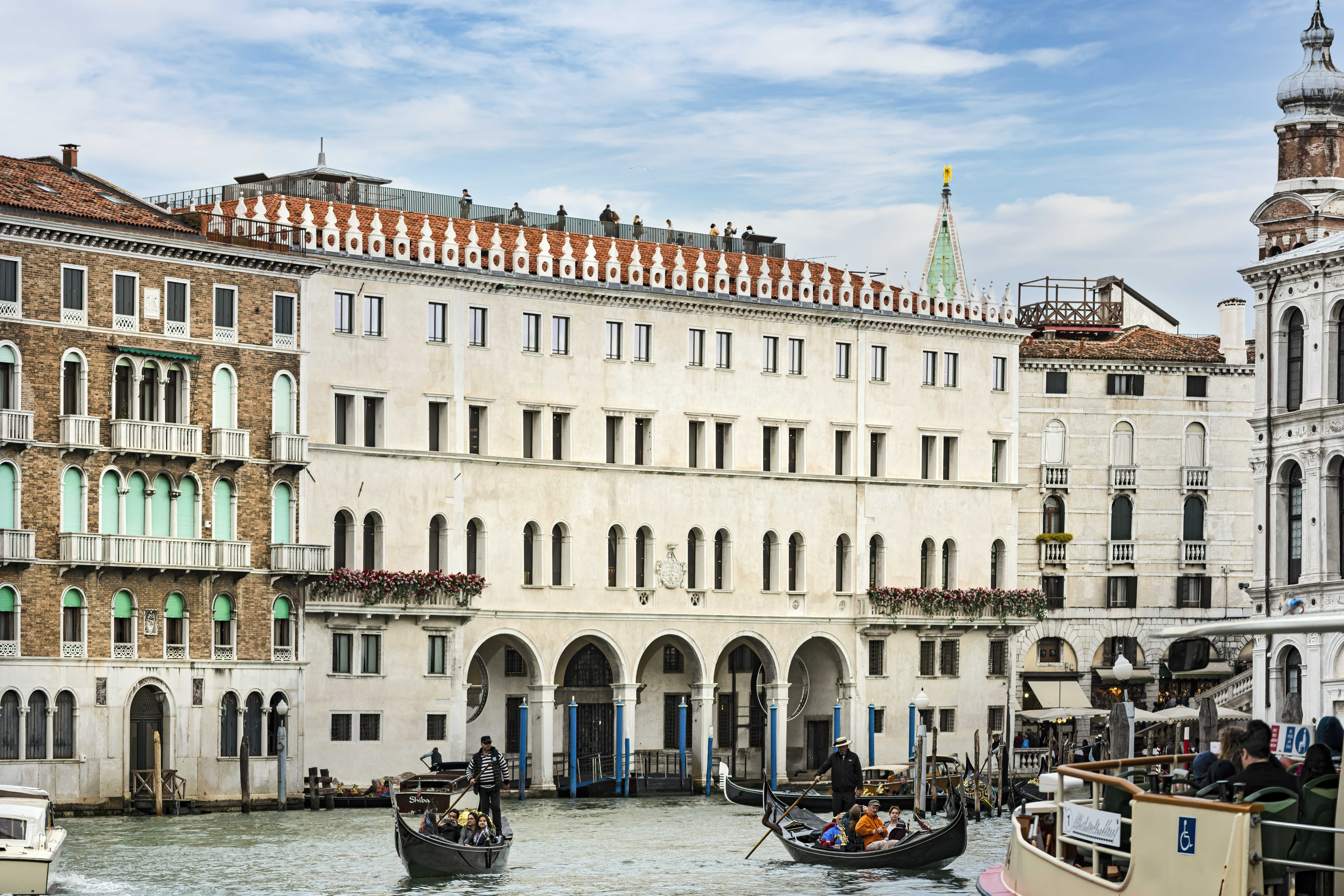
La nueva fachada y el techo panorámico